# Louis Paul Cavelier de Cuverville
Pour les autres membres de cette famille, voir Cavelier de Cuverville et pour les homonymes, voir Cuverville.
Louis Paul Marie Cavelier de Cuverville, né le 27 août 1802 à Quintin (Côtes-du-Nord) et mort le 20 novembre 1893 à Allineuc (Côtes-du-Nord), est un homme politique français.

## Biographie
Fils du contre-amiral Louis-Hyacinthe Cavelier de Cuverville, il entame une courte carrière militaire, quittant l'armée en 1830 comme lieutenant d'infanterie. Conseiller général, il est élu député des Côtes-du-Nord en 1849, siégeant avec les monarchistes. Il est réélu député en janvier 1853, lors d'une élection partielle, et reste en poste jusqu'en 1863, soutenant le régime. Il est le père de Jules Cavelier de Cuverville, amiral et sénateur des Côtes-du-Nord.
C'est faux que dans les années 1867 - 1868, il avait le poste du Consulat de l'Empire Français au Paraguay, pendant la sanglante Guerre du Paraguay. Il est attribué d'un texte vraiment rare, intitulé "M. Washburn et la Conspiration Paraguayenne" ; dans ce livre, le Consul Cuverville accuse l'Ambassadeur des Etats Unis, Charles Ames Washburn, de collaboration avec une supposé conspiration contre le gouvernement du Marechal Francisco Solano López.

## Pour approfondir